# Оджені Оназі
Оджені Оназі (англ. Ogenyi Onazi, нар. 25 грудня 1992, Лагос) — нігерійський футболіст, півзахисник турецького «Трабзонспора» та національної збірної Нігерії.

## Клубна кар'єра
Народився 25 грудня 1992 року в місті Лагос. Вихованець юнацьких команд футбольних клубів «Май Піпл» та «Лаціо».
У дорослому футболі дебютував 2011 року виступами за команду клубу «Лаціо». Відіграв за римську команду п'ять сезонів, гравцем основного складу не став, однак отримував достатньо ігрової практики в різних турнірах, а восени 2014 року, після найбільш успішного для нього у формі клубу сезону 2013/14, подовжив свій контракт з «Лаціо» до 2018 року.
2 серпня 2016 року за 3,5 мільйона євро перейшов до турецького «Трабзонспора», де відразу став одним з основних гравців у середині поля команди.

## Виступи за збірні
У 2009 році дебютував у складі юнацької збірної Нігерії, взяв участь у 7 іграх на юнацькому рівні.
У 2011 році залучався до складу молодіжної збірної Нігерії. На молодіжному рівні зіграв у 5 офіційних матчах.
У 2012 році дебютував в офіційних матчах у складі національної збірної Нігерії. Наразі провів у формі головної команди країни 38 матчів, забивши 1 гол.
У складі збірної був учасником Кубка африканських націй 2013 року у ПАР, здобувши того року титул континентального чемпіона, розіграшу Кубка конфедерацій 2013 року у Бразилії.
Повністю провів на полі усі три гри збірної Нігерії на груповому етапі чемпіонаті світу 2014, також був у стартовому складі команди на програний 0:2 Франції матч 1/8 фіналу, був замінений по ходу його другого тайму.
3 червня 2018 року був включений до заявки збірної Нігерії на другу для нього світову першість — тогорічний чемпіонат світу в Росії.
| Дата       | Місто          | Господарі        | Результат | Гості                | Турнір                                      | Голи | Примітки |
| ---------- | -------------- | ---------------- | --------- | -------------------- | ------------------------------------------- | ---- | -------- |
| 13-10-2012 | Акуре          | Нігерія          | 6 – 1     | Ліберія              | Відбір до Кубка африканських націй 2013     | -    | 82'      |
| 14-11-2012 | Маямі          | Венесуела        | 1 – 3     | Нігерія              | товариський матч                            | 1    |          |
| 09-01-2013 | Фару           | Кабо-Верде       | 0 – 0     | Нігерія              | товариський матч                            | -    | 68'      |
| 21-01-2013 | Мбомбела       | Нігерія          | 1 – 1     | Буркіна-Фасо         | Кубок африканських націй 2013 - 1-й етап    | -    | 70'      |
| 25-01-2013 | Мбомбела       | Замбія           | 1 – 1     | Нігерія              | Кубок африканських націй 2013 - 1-й етап    | -    |          |
| 03-02-2013 | Рустенбург     | Кот-д'Івуар      | 1 – 2     | Нігерія              | Кубок африканських націй 2013 - чвертьфінал | -    | 28'      |
| 06-02-2013 | Дурбан         | Малі             | 1 – 4     | Нігерія              | Кубок африканських націй 2013 - півфінал    | -    |          |
| 10-02-2013 | Йоганнесбург   | Нігерія          | 1 – 0     | Буркіна-Фасо         | Кубок африканських націй 2013 - Фінал       | -    | 38'      |
| 23-03-2013 | Калабар        | Нігерія          | 1 – 1     | Кенія                | Відбір до ЧС 2014                           | -    |          |
| 01-06-2013 | Х'юстон        | Мексика          | 2 – 2     | Нігерія              | товариський матч                            | -    | 57'      |
| 05-06-2013 | Найробі        | Кенія            | 0 – 1     | Нігерія              | Відбір до ЧС 2014                           | -    | 55'      |
| 12-06-2013 | Віндгук        | Намібія          | 1 – 1     | Нігерія              | Відбір до ЧС 2014                           | -    |          |
| 14-8-2013  | Дурбан         | ПАР              | 0 – 2     | Нігерія              | товариський матч                            | -    |          |
| 7-9-2013   | Калабар        | Нігерія          | 2 – 0     | Малаві               | Відбір до ЧС 2014                           | -    |          |
| 10-9-2013  | Кадуна         | Нігерія          | 4 – 1     | Буркіна-Фасо         | товариський матч                            | -    | 86'      |
| 13-10-2013 | Аддис-Абеба    | Ефіопія          | 1 – 2     | Нігерія              | Відбір до ЧС 2014                           | -    |          |
| 16-11-2013 | Калабар        | Нігерія          | 2 – 0     | Ефіопія              | Відбір до ЧС 2014                           | -    |          |
| 18-11-2013 | Лондон         | Італія           | 2 – 2     | Нігерія              | товариський матч                            | -    |          |
| 5-3-2014   | Атланта        | Мексика          | 0 – 0     | Нігерія              | товариський матч                            | -    |          |
| 3-6-2014   | Честер         | Греція           | 0 – 0     | Нігерія              | товариський матч                            | -    |          |
| 7-6-2014   | Джексонвілл    | США              | 2 – 1     | Нігерія              | товариський матч                            | -    |          |
| 16-6-2014  | Куритиба       | Іран             | 0 – 0     | Нігерія              | ЧС 2014 - 1-й етап                          | -    |          |
| 21-6-2014  | Куяба          | Нігерія          | 1 – 0     | Боснія і Герцеговина | ЧС 2014 - 1-й етап                          | -    |          |
| 25-6-2014  | Порту-Алегрі   | Нігерія          | 2 – 3     | Аргентина            | ЧС 2014 - 1-й етап                          | -    |          |
| 30-6-2014  | Бразиліа       | Франція          | 2 – 0     | Нігерія              | ЧС 2014 - 1/8 фіналу                        | -    | 59'      |
| 6-9-2014   | Калабар        | Нігерія          | 2 – 3     | Республіка Конго     | Відбір до Кубка африканських націй 2015     | -    |          |
| 10-9-2014  | Кейптаун       | ПАР              | 0 – 0     | Нігерія              | Відбір до Кубка африканських націй 2015     | -    |          |
| 11-10-2014 | Хартум         | Судан            | 1 – 0     | Нігерія              | Відбір до Кубка африканських націй 2015     | -    |          |
| 15-10-2014 | Абуджа (місто) | Нігерія          | 3 – 1     | Судан                | Відбір до Кубка африканських націй 2015     | -    |          |
| 15-11-2014 | Пуент-Нуар     | Республіка Конго | 0 – 2     | Нігерія              | Відбір до Кубка африканських націй 2015     | -    | 68'      |
| 19-11-2014 | Уйо            | Нігерія          | 2 – 2     | ПАР                  | Відбір до Кубка африканських націй 2015     | -    |          |
| 25-3-2015  | Уйо            | Нігерія          | 0 – 1     | Уганда               | товариський матч                            | -    |          |
| 29-3-2015  | Нельспрюйт     | ПАР              | 1 – 1     | Нігерія              | товариський матч                            | -    | 32'      |
| 13-6-2015  | Кадуна         | Нігерія          | 2 – 0     | Чад                  | Відбір до Кубка африканських націй 2017     | -    | 77'      |
| 8-10-2015  | Візе           | Нігерія          | 0 – 2     | Республіка Конго     | товариський матч                            | -    | 83'      |
| 11-10-2015 | Брюссель       | Нігерія          | 3 – 0     | Камерун              | товариський матч                            | -    |          |
| 13-11-2015 | Лобамба        | Есватіні         | 0 – 0     | Нігерія              | Відбір до ЧС 2018                           | -    |          |
| 17-11-2015 | Порт-Гаркорт   | Нігерія          | 2 – 0     | Есватіні             | Відбір до ЧС 2018                           | -    |          |
| 27-5-2016  | Ле-Петі-Кевії  | Нігерія          | 1 – 0     | Малі                 | товариський матч                            | -    | 70' кап. |
| 31-5-2016  | Люксембург     | Люксембург       | 1 – 3     | Нігерія              | товариський матч                            | -    | 63' кап. |
| 3-9-2016   | Уйо            | Нігерія          | 1 – 0     | Танзанія             | Відбір до Кубка африканських націй 2017     | -    |          |
| 9-10-2016  | Ндола          | Замбія           | 1 – 2     | Нігерія              | Відбір до ЧС 2018                           | -    | 90+2'    |
| 12-11-2016 | Уйо            | Нігерія          | 3 – 1     | Алжир                | Відбір до ЧС 2018                           | -    |          |
| 23-3-2017  | Лондон         | Нігерія          | 1 – 1     | Сенегал              | товариський матч                            | -    | 25' кап. |
| 10-6-2017  | Уйо            | Нігерія          | 0 – 2     | ПАР                  | Відбір до Кубка африканських націй 2019     | -    | кап.     |
| 1-9-2017   | Уйо            | Нігерія          | 4 – 0     | Камерун              | Відбір до ЧС 2018                           | -    |          |
| 4-9-2017   | Яунде          | Камерун          | 1 – 1     | Нігерія              | Відбір до ЧС 2018                           | -    |          |
| 7-10-2017  | Уйо            | Нігерія          | 1 – 0     | Замбія               | Відбір до ЧС 2018                           | -    | 30'      |
| 23-3-2018  | Вроцлав        | Польща           | 0 – 1     | Нігерія              | товариський матч                            | -    | 65'      |
| 27-3-2018  | Лондон         | Нігерія          | 0 – 2     | Сербія               | товариський матч                            | -    | 77'      |
| 28-5-2018  | Порт-Гаркорт   | Нігерія          | 1 – 1     | ДР Конго             | товариський матч                            | -    | кап.     |
| 2-6-2018   | Лондон         | Англія           | 2 – 1     | Нігерія              | товариський матч                            | -    | 46'      |
| Усього     |                | Матчів           | 52        |                      | Голів                                       | 1    |          |

## Титули і досягнення
- Володар Кубка Італії (1):

«Лаціо»: 2012-13
- Володар Кубка африканських націй (1):

 Нігерія: 2013